# Карська угода
Ка́рська угода 1921 року — договір про дружбу між Вірменською, Азербайджанською та Грузинською РСР з одного боку, й Туреччиною — з іншого; укладено за участі РРФСР 13 жовтня 1921 року в місті Карс на конференції, скликаній 26 вересня на виконання Московської угоди між РРФСР і Туреччиною від 16 березня 1921 року.

## Основні положення
Карська угода набрала чинності 11 вересня 1922 року. Складається з преамбули, 20 статей і 3 додатків. Термін дії угоди не обговорювався.

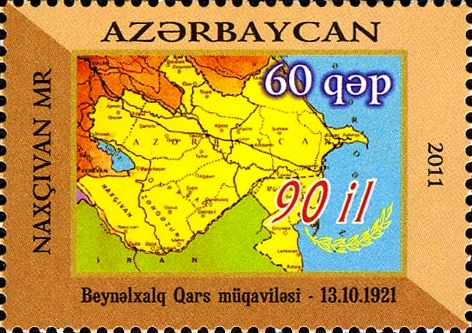
Марка Азербайджану, присвячена 90-річчю угоди

Угоду підписали повноважні представники урядів:
- Вірменської РСР: Асканаз Мравян, народний комісар з закордонних справ; Погос Макінзян, народний комісар із внутрішніх справ;
- Азербайджанської РСР: Бейбуд Ага Шахтахтинський, народний комісар державного контролю;
- Грузинської РСР: Шалва Еліава, народний комісар військово-морських справ; Олександр Сванідзе, народний комісар закордонних справ і фінансів;
- Туреччини: Кязим Муса Карабекір, депутат Великих національних зборів від Адріанополя, командувач Східного фронту; Велі-бей, депутат Великих національних зборів від Бурдура; Мухтар-бей, колишній помічник статс-секретаря громадських робіт; Мемдух Шевкет-бей, повноважний представник Туреччині в Азербайджані;
- Російської РФСР: Якуб Ганецький, повноважний представник у Латвії.

Карська угода поширила на закавказькі радянські республіки основні положення Московської угоди, що передбачала заходи з установлення торгових відносин та регулювання фінансово-економічних питань, додавши до них низку статей — про полегшення перетину кордону жителями прикордонної зони та надання їм права користування пасовищами, розташованими по інший бік кордону.
Угода сприяла усуненню суперечностей між Туреччиною та Закавказзям, спричинених спробами деяких кіл у Туреччині зберегти в силі Александропольський договір 1920 року. З іншого боку Карська угода сприяла зміцненню міжнародного положення Туреччини.

## Кордон

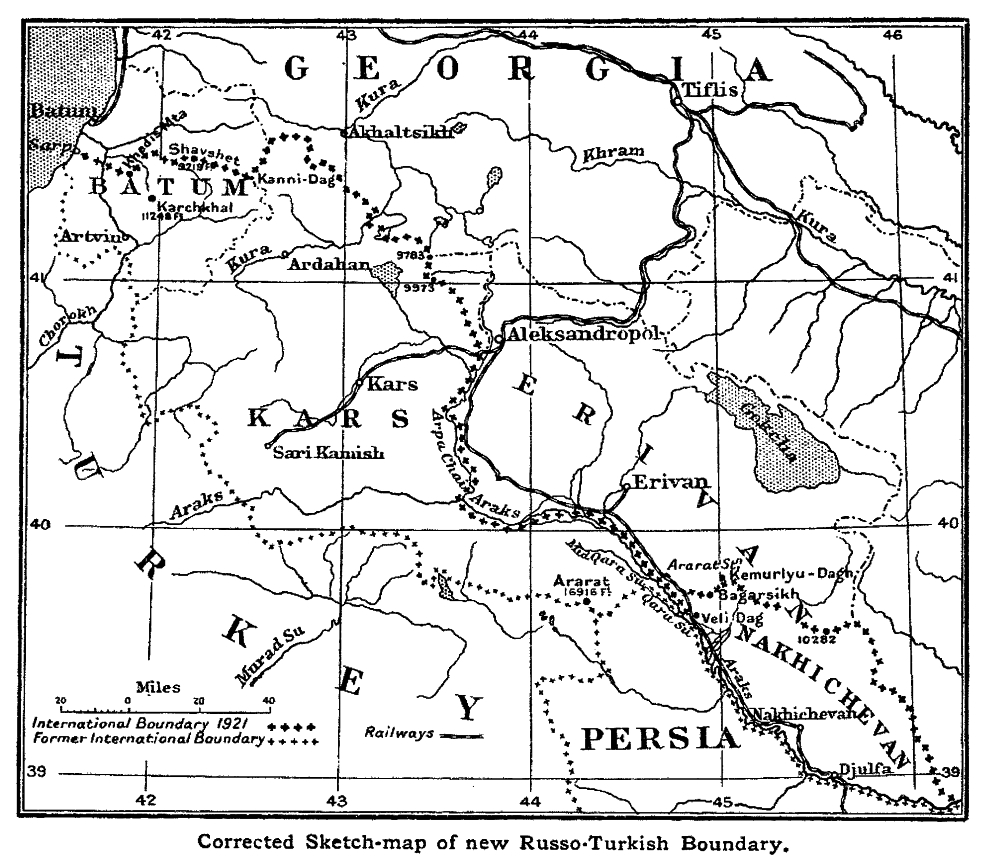
Кордон ЗРФСР і Туреччини за Карською угодою

Відповідно до угоди міста Карс та Ардаган відійшли до Туреччини. Гора Арарат також опинилась на території Туреччини.
Таке розмежування стало основною причиною, за якою сучасна Вірменія не визнає Карську угоду.

## Денонсація Грузією
Верховна Рада Грузинської Республіки була уповноважена денонсувати угоду 21 жовтня 2005 року. Процедура денонсації угоди була виконана відповідно до Віденської конвенції про правонаступництво держав відносно 1978 року ОБСЄ (Конвенція набула чинності 1996 року).